# 18禁不禁
『18禁不禁』（じゅうはちきんぶきん）は、台湾で2007年に製作された、学園ものテレビドラマである。1話90分、全20話。ただし、香港・澳門放送版は1回60分・30話。日本未公開。

## 登場人物
17歳の高校3年生男女各4人が中心である。

### 男主人公
趙智傑（模范棒棒堂の阿本）
あだ名は阿傑。彼女は夏念喬。いつも運が悪い。父親と同居。
郭家麟（地球）
あだ名は地球。彼女は又佳。成績が良い。
杜建新（翼勢力の小草）
あだ名は小新。彼女は蓓蓓。いつもエッチな事を考えている。
龐德鋒（翼勢力のㄚ美）
あだ名は阿比。彼女は浩子。マッチョ。

### 女主人公
夏念喬（黒渋会美眉の小薰）
あだ名は喬。金持ち。
郝又佳（張家寧）
あだ名は又佳。おしゃべり。
梁蓓君（周曉涵）
あだ名は蓓蓓。学校のアイドル。
季芸浩（唐以菲）
あだ名は浩子。男っぽい性格。